# Quod anniversarius
Quod anniversarius ist eine Enzyklika von Papst Leo XIII.  Weltweit wandte er sich, anlässlich seines 50-jährigen Priesterjubiläums, mit dieser Enzyklika am 1. April 1888 an alle Patriarchen, Primas, Erzbischöfe, Bischöfe und kirchlichen Würdenträger des Erdkreises.
Nach der Begrüßungs- und Dankesformel benennt er den Tag seiner Priesterweihe  als einen „denkwürdigen Tag“, und während seiner langen Priesterzeit wäre aufgezeigt worden, dass trotz aller widrigen Umstände bewiesen sei, dass die Kirche „ihr göttliches Leben“ beibehalten habe.
Für den folgenden September des Jahres 1888 ordnete er an, dass in allen Kirchen des Erdkreises eine spezielle heilige Messe für die Toten, mit dem Ritus des Gedenkens aller Seelen, gefeiert werden solle.
Zum Abschluss dieses „Priester-Jubiläumsjahres“ veröffentlicht er am 25. Dezember 1888 die Enzyklika Exeunte iam anno mit dem Untertitel: „Über die rechte Ordnung des christlichen Lebens“.